# Mardosai (okres Plungė)
Mardosai (žemaitsky Marduosā) je ves v západní části Litvy, ve Žmudi, v Telšiaiském kraji, okres Plungė, 7 km na západojihozápad od okresního města Plungė, na pravém břehu řeky Minija a zároveň na levém břehu řeky Babrungas. Vsí prochází silnice č. 166 Plungė – Kuliai – Gargždai, silnice Mardosai – Stonaičiai a silnice Mardosai – Karklėnai. Ve vsi je pošta (PSČ LT-90103), centrum vesnické turistiky Žemsuodā, mohyla na jejímž vrcholu se tyčí socha "Karžygis" (hrdina-válečník) na památku Gendingským bojovníkům od sochaře L. Černiauska. Na severním okraji obce za řekou Babrungas je "hradiště" Gandingos piliakalnis (žemaitsky Gondingos pėlekalnis), kde stál 5. dubna roku 1253 v dopise Kuršského biskupa Heinricha zmiňovaný Gondingský hrad. Hradiště však bylo osídleno mnohem dříve, archeologické nálezy jsou datovány do 5.–8. století i hroby z 11.–12. století. O Gondingském hradišti koluje 14 různých legend.

## Významné osobnosti
- Alfredas Gusčius (* 13. září 1940), litevský spisovatel
- Jonas Noreika ("Generál Vėtra") (8. října 1910 – 26. února 1947), litevský spisovatel (próza, novely) a publicista, významný účastník protinacistického a protisovětského nelegálních hnutí.

## Skloňování
- 1. p. Mardosai
- 2. p. Mardosů
- 3. p. Mardosům
- 4. p. Mardosy
- 5. p. Mardosy!
- 6. p. (o) Mardosech
- 7. p. Mardosy

Mardosai jsou v češtině i v litevštině rodu mužského, vzor tvrdý, neživotný, číslo pomnožné.
Přivlastňovací tvary: Mardoský, -á, -é, obyvatelé: Mardosané.

Tento způsob skloňování není potvrzen ÚJČ AV ČR!